# 투명 태양전지

## 상세
투명 태양전지는 현대자동차그룹의 기초소재연구센터 전자소자연구팀 소속 연구원들이 투과도와 함께 색채 조절이 가능한 페로브스카이트 소재의 특성을 극대화해 세계 최초로 차량에 적용 가능한 기술이다.
기존의 실리콘 투명 태양전지 기술과 달리, 광흡수층의 두께를 조절해 가시광선이 부분적으로 투과하도록 구성하여 근거리에서 시각적 이질감이 적고, 태양광을 모을 수 있는 면적도 넓어 상품성 측면에서 기존 기술을 충분히 대체할 수 있다. 또한 패널의 두께를 실리콘 패널 대비 200~300분의 1 수준으로 제작이 가능하여 무게가 훨씬 가볍고 유연성이 뛰어난 기판을 적용하여 곡면 형태로 생산 가능하다.
소재가 투명할수록 태양광을 흡수하는 광활성층 물질이 얇아져 이에 따른 광흡수량이 줄어드는 물리적인 한계가 있지만 페로브스카이트 태양전지의 특성을 살린 투명 태양전지가 모빌리티의 윈도(유리) 영역뿐만 아니라 다양한 분야에서 적용 가능성을 진단 중이다.

## 같이 보기
- 현대자동차그룹
- 현대자동차
- 기아
- 자동차
- 기술